# Exoprosopa eclipis
Exoprosopa eclipis är en tvåvingeart som beskrevs av Mario Bezzi 1924. Exoprosopa eclipis ingår i släktet Exoprosopa och familjen svävflugor. Inga underarter finns listade i Catalogue of Life.